# Mezcal

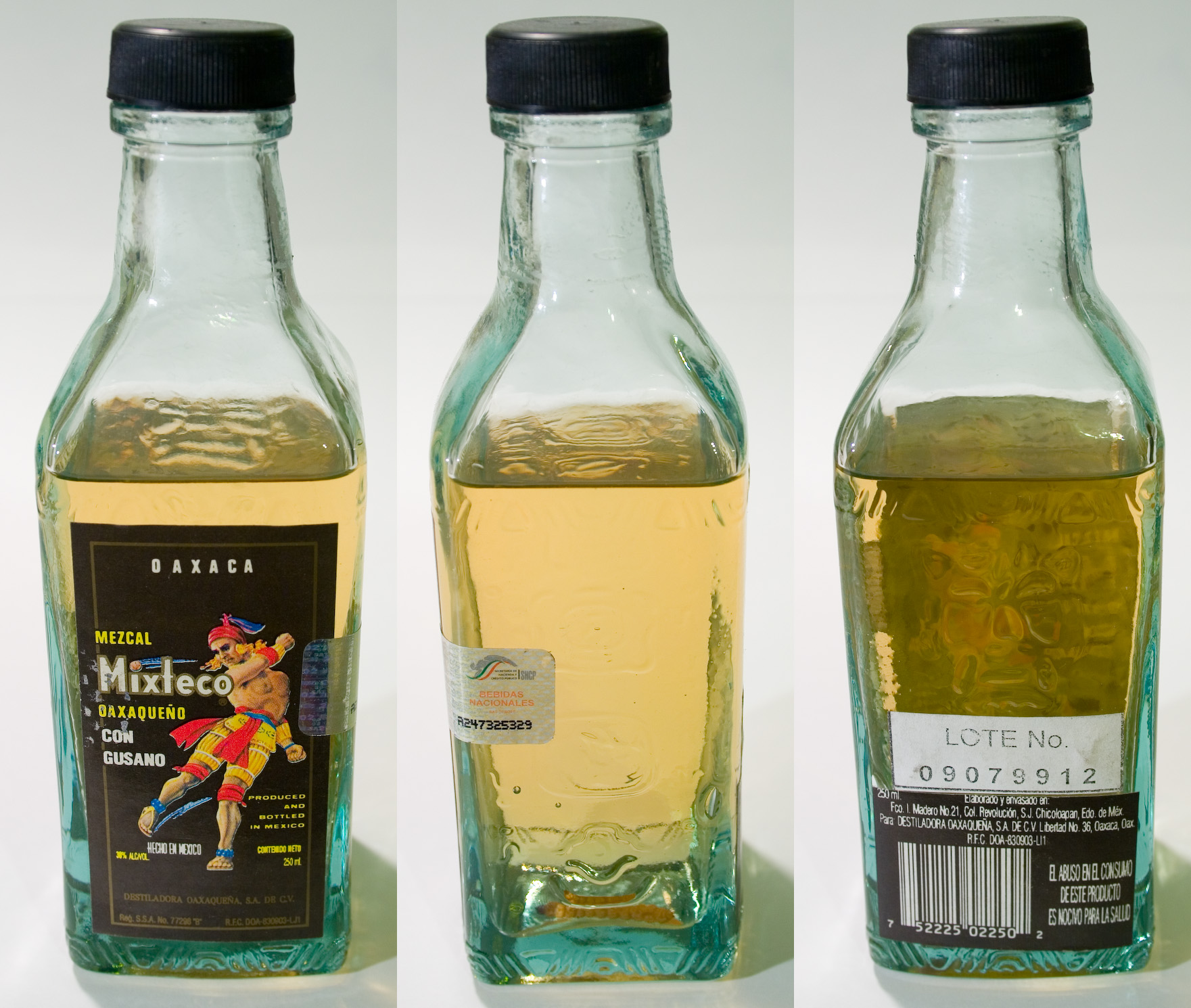
Mezcalflaskor. Larven kan ses i botten av flaskorna.

Mezcal eller mescal är ett samlingsnamn på destillerade spritdrycker tillverkade av arter i agavesläktet som råvara. Ursprunget är oftast centrala och södra Mexiko. Mezcal tillverkas genom att agavestammen utan blad bakas och mals för att sedan jäsa till en mäsk som destilleras och lagras en kort tid, traditionellt i lerkrus som kan vara brända. Smaken på mezcal kan variera en del men är ofta "rökig" i sin karaktär till följd av bakningen som traditionellt sett sker i underjordiska gropar. Ofta destilleras mezcal i små enkelpannor vilka värms med en öppen eld, något som också bidrar till den rökiga karaktären.
Vanligen är mezcal olagrad men det finns även fatlagrad mezcal. Majoriteten av all mezcal tillverkas i delstaten Oaxaca i södra Mexico.
En myt är att traditionell metod för att kontrollera alkoholhalten i drycken har varit att lägga agavelarver (hipopta agavis) i drycken. (Deras uppgift är att visa att spriten håller tillräcklig styrka, är spriten för svag löses larven upp.) Detta är förstås en efterkonstruktion av något som egentligen ganska snabbt blev en marknadsföring och försäljningssuccé. [källa behövs]
Att lägga en eller flera larver i flaskan har blivit ett kännetecken för en del producenter och mer använts i marknadsföring till speciellt asiatiska länder.
Namnet till trots finns det ingen risk att mezcal innehåller det narkotiska ämnet meskalin. Meskalin framställs ur peyotekaktusen, vilken även har kallats mescalkaktus.
Mezcal dricks i försiktiga klunkar från små glas, och ackompanjeras av apelsin och chilisalt, och eventuellt en öl. Mezcal har på senare tid blivit allt vanligare i cocktails, t.ex. Smokey Margarita.